# 拉格朗克鲁瓦
拉格朗克鲁瓦（法語：La Grand-Croix，法語發音：[la ɡʁɑ̃ kʁwa]），法国东南部城市，奥弗涅-罗讷-阿尔卑斯大区卢瓦尔省的一个市镇，隶属于圣艾蒂安区，其市镇面积为4.05平方公里，2022年1月1日时人口数量为4,951人，在法国城市中排名第2,165位。
拉格朗克鲁瓦位于卢瓦尔省东南部，多尔莱河与日耶河交汇处，是圣艾蒂安的一个卫星城，A47高速公路和莫雷—里昂铁路由此通过。法国数学家古斯塔夫·马莱科出生于拉格朗克鲁瓦。

## 地名来源
“拉格朗克鲁瓦”（La Grand-Croix）一名在法语中意为“大十字架”，此名源于一个老旧的十字架，其放置在今天的新市政厅附近。“Croix”（十字架）一词为阴性，若按现代法语形容词的姓数变化，“Grand”（大的）应为“Grande”。
“La Grand-Croix”在当地入城路牌及市政府网站中被拼写为“La Grand'Croix”。

## 历史

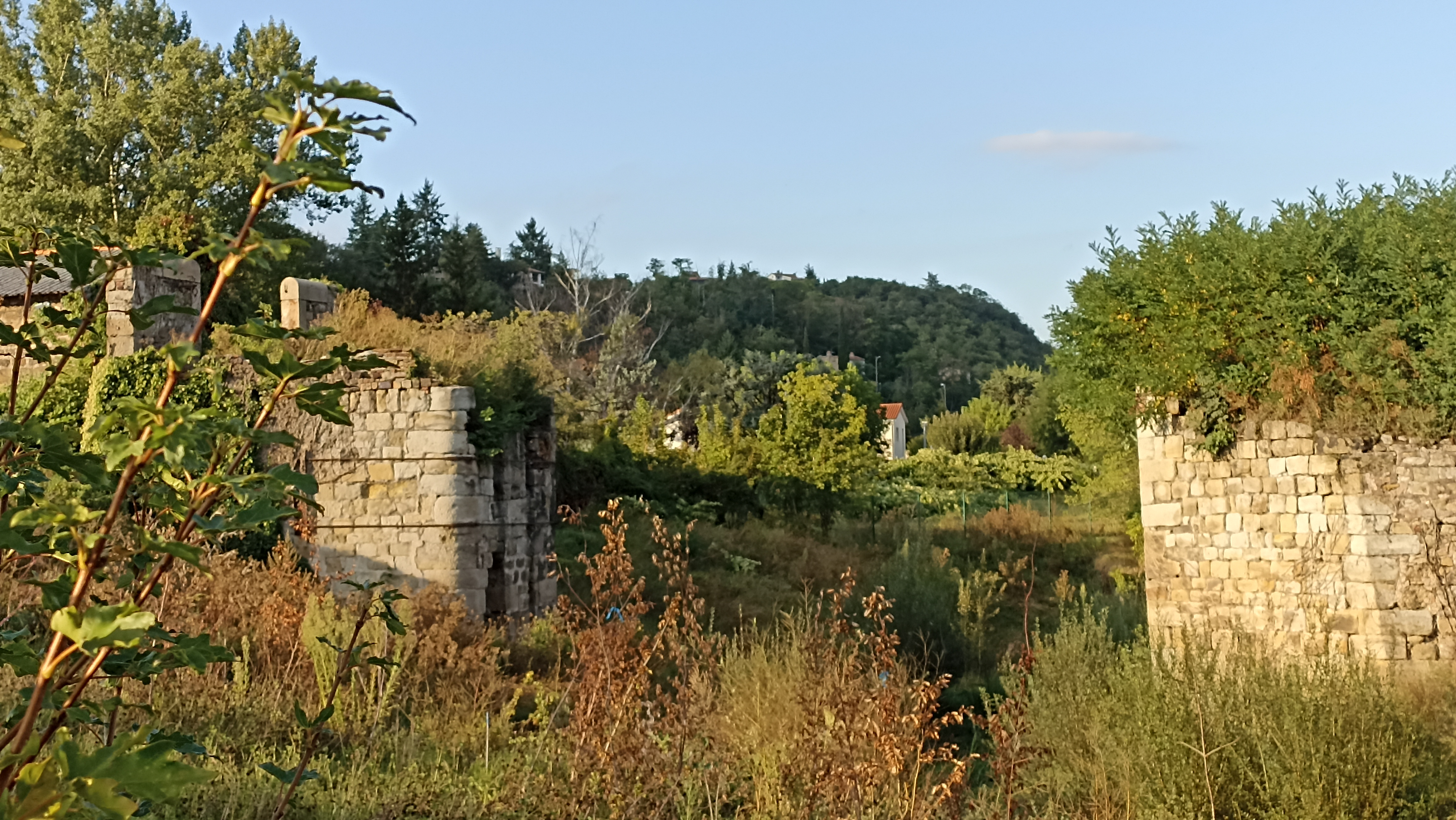
日耶河桥遗址

拉格朗克鲁瓦成立于1860年5月9日，由雅雷地区圣保罗和塞略两个市镇的部分村落合并而成。
根据当地政府官方网站的论述，拉格朗克鲁瓦最初于公元1546年被记载，彼时该地为圣保罗堂区的一处村庄，当地横跨日耶河的桥梁附近有一处十字架。19世纪时，为了方便车辆通过，拉格朗克鲁瓦的十字架被移至数十米外，后因缺乏维护而变形废弃。工业革命期间，拉格朗克鲁瓦所处的日耶河谷附近发现煤炭资源并得到开采，日耶河拉格朗克鲁瓦段被渠化改造以实现小型运煤船只通过，当地首条煤炭运输铁路于1823年建成。1832年，拉格朗克鲁瓦客运火车站亦投入运营。随着铁路的发展，拉格朗克鲁瓦逐渐成为这一区域的一个交通枢纽，当地出现矿工居民社区。1880年，拉格朗克鲁瓦境内的圣安托万煤的电力供应系统建成，后者成为世界上首个实现电力传送的煤矿。1884年，德维尔齿轮机械厂（Usine Deville）建成。二十世纪中后期，受到能源危机影响，拉格朗克鲁瓦及附近的煤矿相继关闭，德维尔厂于1986年停产，当地的火车站亦于20世纪80年代末停止使用。1990年，具有象征意义的拉格朗克鲁瓦十字架被重建并被安放于市政厅前方的广场上。
在行政区划方面，拉格朗克鲁瓦在1973至2014年间为拉格朗克鲁瓦县的县治所在地。

## 地理

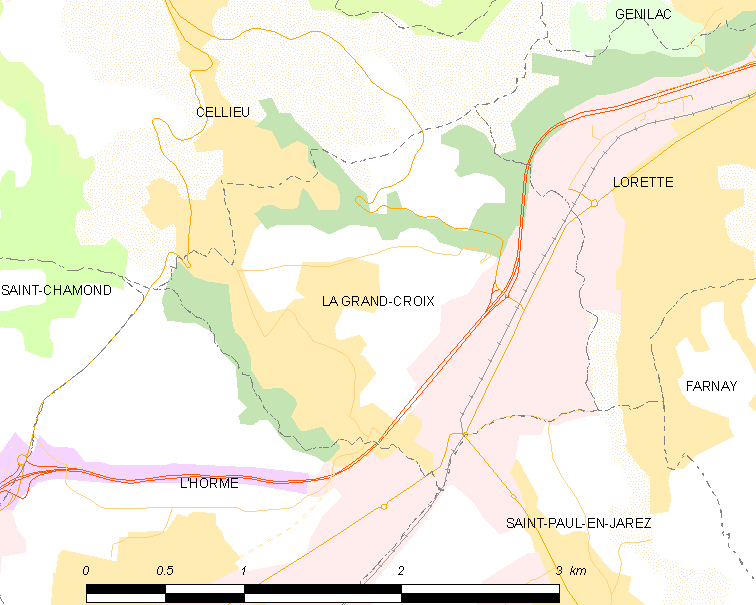
拉格朗克鲁瓦市镇范围地图

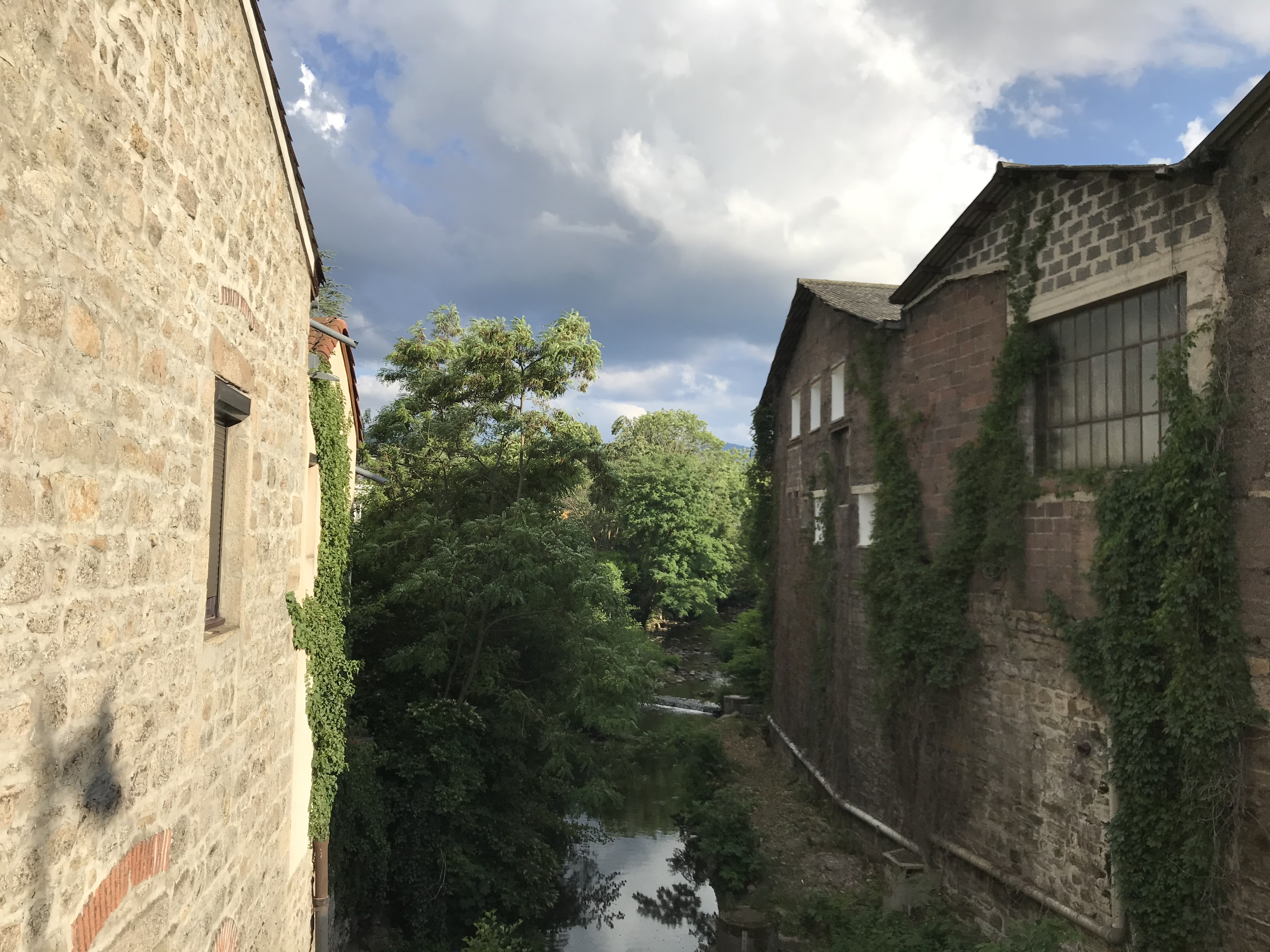
多尔莱河

拉格朗克鲁瓦位于法国东南部，奥弗涅-罗讷-阿尔卑斯大区中西部和卢瓦尔省东南部，距离省会圣艾蒂安大约19公里。与拉格朗克鲁瓦接壤的市镇包括：塞略、洛尔姆、洛雷特和雅雷地区圣保罗。

### 地形
拉格朗克鲁瓦位于法国中央高原东部的日耶河谷内，境内以丘陵和河谷平原为主，市镇中心地势较为平坦，西北和东南两侧为丘陵，全境海拔在274到427米之间。

### 水文
拉格朗克鲁瓦日耶河畔，其右岸支流多尔莱河自南向北流经市镇东侧边界并在此与其交汇流域。

### 植被
拉格朗克鲁瓦属于温带阔叶混交林区，林地多分布于河流附近及丘陵地带，日耶河畔的普拉蒂耶尔休闲公园（Parc de Loisirs de la Platière）是当地主要的城市绿地。
在鲜花城市的评比中，拉格朗克鲁瓦被评为2星级鲜花城市。

### 气候
拉格朗克鲁瓦在柯本气候分类法中属于带有一定大陆性特征的温带海洋性气候（Cfb）。
距离拉格朗克鲁瓦最近的气象站位于塞略境内，以下为该气象站的数据（其中日照数据取自布泰翁）：
| 塞略1981年－2019年  | 塞略1981年－2019年 | 塞略1981年－2019年 | 塞略1981年－2019年 | 塞略1981年－2019年 | 塞略1981年－2019年 | 塞略1981年－2019年 | 塞略1981年－2019年 | 塞略1981年－2019年 | 塞略1981年－2019年 | 塞略1981年－2019年 | 塞略1981年－2019年 | 塞略1981年－2019年 | 塞略1981年－2019年 |
| 月份                | 1月                | 2月                | 3月                | 4月                | 5月                | 6月                | 7月                | 8月                | 9月                | 10月               | 11月               | 12月               | 全年               |
| ------------------- | ------------------ | ------------------ | ------------------ | ------------------ | ------------------ | ------------------ | ------------------ | ------------------ | ------------------ | ------------------ | ------------------ | ------------------ | ------------------ |
| 历史最高温 °C（°F） | 19.3 (66.7)        | 20.2 (68.4)        | 25.3 (77.5)        | 28.3 (82.9)        | 32.6 (90.7)        | 35.9 (96.6)        | 39.4 (102.9)       | 39.2 (102.6)       | 33.1 (91.6)        | 27.7 (81.9)        | 23.1 (73.6)        | 19.5 (67.1)        | 39.4 (102.9)       |
| 平均高温 °C（°F）   | 6.5 (43.7)         | 8.4 (47.1)         | 12.6 (54.7)        | 16 (61)            | 20.7 (69.3)        | 24.7 (76.5)        | 26.5 (79.7)        | 26.2 (79.2)        | 21.7 (71.1)        | 17.1 (62.8)        | 10.6 (51.1)        | 6.8 (44.2)         | 16.5 (61.7)        |
| 日均气温 °C（°F）   | 3.4 (38.1)         | 4.8 (40.6)         | 8.2 (46.8)         | 11.2 (52.2)        | 15.6 (60.1)        | 19.2 (66.6)        | 20.9 (69.6)        | 20.8 (69.4)        | 16.7 (62.1)        | 12.9 (55.2)        | 7.2 (45.0)         | 3.8 (38.8)         | 12.1 (53.8)        |
| 平均低温 °C（°F）   | 0.2 (32.4)         | 1.2 (34.2)         | 3.8 (38.8)         | 6.3 (43.3)         | 10.5 (50.9)        | 13.8 (56.8)        | 15.3 (59.5)        | 15.3 (59.5)        | 11.7 (53.1)        | 8.6 (47.5)         | 3.8 (38.8)         | 0.8 (33.4)         | 7.6 (45.7)         |
| 历史最低温 °C（°F） | −10.4 (13.3)       | −13.1 (8.4)        | −11 (12)           | −4.1 (24.6)        | 1.8 (35.2)         | 5.4 (41.7)         | 7.9 (46.2)         | 7.4 (45.3)         | 3.5 (38.3)         | −3.1 (26.4)        | −8.6 (16.5)        | −11.1 (12.0)       | −13.1 (8.4)        |
| 平均降水量 mm（）   | 32.3 (1.27)        | 32.1 (1.26)        | 36.5 (1.44)        | 47.7 (1.88)        | 63.8 (2.51)        | 66.5 (2.62)        | 64 (2.5)           | 70 (2.8)           | 61.9 (2.44)        | 69.7 (2.74)        | 74.7 (2.94)        | 43.6 (1.72)        | 662.8 (26.09)      |
| 月均日照時數        | 85.6               | 108.8              | 159.3              | 182.4              | 212.9              | 239.5              | 273.1              | 251.4              | 187.3              | 133.5              | 83.5               | 67.9               | 1,985.2            |
| 来源：infoclimat.fr |                    |                    |                    |                    |                    |                    |                    |                    |                    |                    |                    |                    |                    |

## 行政区划
拉格朗克鲁瓦的市镇编号为42103，邮政编号为42320。
在行政管理方面，拉格朗克鲁瓦隶属于法国奥弗涅-罗讷-阿尔卑斯大区卢瓦尔省圣艾蒂安区；在地方选举方面，拉格朗克鲁瓦隶属于里沃德日耶县，其市镇范围全境被划入卢瓦尔省第三选区；在社会管理方面，拉格朗克鲁瓦是圣艾蒂安都会区的组成部分。
截至2023年9月，拉格朗克鲁瓦市镇范围内的多尔莱河-莱潘-拉巴沙斯街区（Le Dorlay - Les Pins - La Bachasse）为城市政策优先街区。
法国国家统计与经济研究所（简称）在进行数据统计时，将拉格朗克鲁瓦及相邻的另外31个市镇设为圣艾蒂安城市核心区，并将包括核心区在内的周边共117个市镇划为圣艾蒂安城市区。自2020年起，圣艾蒂安城市区被包含105个市镇的圣艾蒂安城市辐射区代替。此外，还将拉格朗克鲁瓦市镇整体看作一个“块区”（IRIS），以便于统计人口分布情况。

## 交通

### 公路
A47高速公路经过拉格朗克鲁瓦并设有13号出入口连接市区，此外还有卢瓦尔省省道D7线、D37线、D88线和D106线在拉格朗克鲁瓦境内交汇。
| 13 | 0.2 |

| 圣艾蒂安 | 19 |

| 圣沙蒙 | 6 |

| 里沃德日耶 | 5 |

2019年，78.5%的拉格朗克鲁瓦家庭拥有至少一辆私人汽车。2021年，拉格朗克鲁瓦境内共发生各类交通事故2起，造成2人受伤，其中1人重伤。

### 铁路
拉格朗克鲁瓦位于莫雷－里昂铁路上。距离拉格朗克鲁瓦最近的运营中的客运铁路车站为公里外的里沃德日耶站，该站停靠往返于里昂和圣艾蒂安一线的区域列车，部分班次可直通菲尔米尼及昂贝略。

### 航空
距离拉格朗克鲁瓦最近的民用航空站为57公里外的里昂圣埃克絮佩里机场。

### 城市公共交通
拉格朗克鲁瓦是圣艾蒂安城市公共交通（商业名称为）的服务范围，后者是圣艾蒂安都会区的城市公共交通系统。截至2023年9月，该系统共包括三条有轨电车线路和数十条公交线路，其中公交M5线和44路、48路、49路经过拉格朗克鲁瓦市区。

## 政治

### 市政内阁

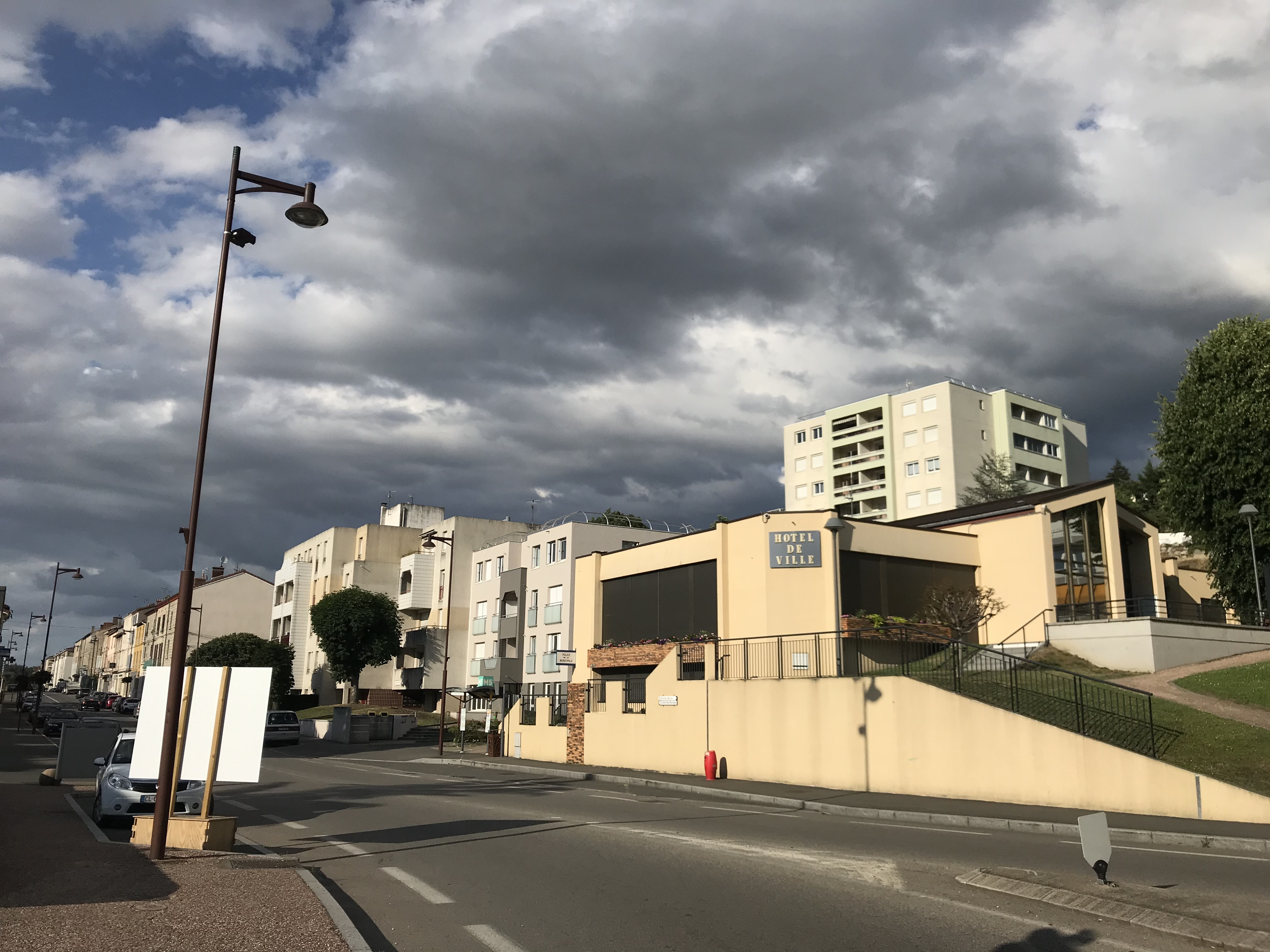
拉格朗克鲁瓦市政厅

拉格朗克鲁瓦的现任市长为吕克·弗朗索瓦先生（Luc FRANÇOIS），他是一名右翼无党派人士，在2020年的市政选举中获得了74.88%的支持率。
| 拉格朗克鲁瓦历届市长 | 拉格朗克鲁瓦历届市长                | 拉格朗克鲁瓦历届市长                                |
| 任期                 | 市长                                | 党派                                                |
| -------------------- | ----------------------------------- | --------------------------------------------------- |
| 1944年－1946年       | Francisque NOTIN 弗朗西斯克·诺坦    | 不详                                                |
| 1946年－1947年       | Xavier CHALANCON 格扎维埃·沙拉孔    | 不详                                                |
| 1947年－1953年       | Pierre TEYSSONNEYRE 皮埃尔·泰索内尔 | 不详                                                |
| 1953年－2008年       | André CHAZALON 安德烈·沙扎隆        | UDF法国民主联盟 →CDS社会民主中心 →DVD右翼无党派人士 |
| 2008年－2014年       | Michel CHATAGNON 米歇尔·沙塔尼翁    | DVD右翼无党派人士                                   |
| 2014年－             | Luc FRANÇOIS 吕克·弗朗索瓦          | DVD右翼无党派人士                                   |

### 各级选举
| 拉格朗克鲁瓦历届投票选举结果 | 拉格朗克鲁瓦历届投票选举结果 | 拉格朗克鲁瓦历届投票选举结果 | 拉格朗克鲁瓦历届投票选举结果 | 拉格朗克鲁瓦历届投票选举结果 | 拉格朗克鲁瓦历届投票选举结果 | 拉格朗克鲁瓦历届投票选举结果 | 拉格朗克鲁瓦历届投票选举结果 | 拉格朗克鲁瓦历届投票选举结果 | 拉格朗克鲁瓦历届投票选举结果 |
| 选举项目                     | 选举范围                     | 选区单位                     | 选区单位内的选举结果         | 选区单位内的选举结果         | 选区单位内的选举结果         | 选区单位内的选举结果         | 选区单位内的选举结果         | 选区单位内的选举结果         | 参考资料                     |
| 选举项目                     | 选举范围                     | 选区单位                     | 第一轮胜出者                 | 第一轮胜出者                 | 支持率                       | 第二轮胜出者                 | 第二轮胜出者                 | 支持率                       | 参考资料                     |
| ---------------------------- | ---------------------------- | ---------------------------- | ---------------------------- | ---------------------------- | ---------------------------- | ---------------------------- | ---------------------------- | ---------------------------- | ---------------------------- |
| 2017年法國總統選舉           | 法國                         | 市镇                         |                              | 玛丽娜·勒庞                  | 27.05%                       |                              | 埃马纽埃尔·马克龙            | 59.48%                       | [ 27 ]                       |
| 2017年法国立法选举           | 卢瓦尔省第三选区             | 市镇                         |                              | 瓦莱里娅·富尔-曼蒂安         | 30.78%                       |                              | 瓦莱里娅·富尔-曼蒂安         | 55.06%                       | [ 27 ]                       |
| 2019年欧洲议会选举           | 法國                         | 市镇                         |                              | 若尔当·巴尔代拉              | 29.73%                       | （不适用）                   | （不适用）                   | （不适用）                   | [ 29 ]                       |
| 2021年法国省级选举           | 卢瓦尔省                     | 县                           |                              | 贝尔纳·拉热 塞韦里娜·雷诺    | 23.34%                       |                              | 贝尔纳·拉热 塞韦里娜·雷诺    | 71.05%                       | [ 30 ]                       |
| 2021年法国省级选举           | 卢瓦尔省                     | 市镇                         |                              | 让-吕克·富热朗 玛丽·西蒙     | 28.71%                       |                              | 贝尔纳·拉热 塞韦里娜·雷诺    | 67.09%                       | [ 30 ]                       |
| 2021年法国大区选举           |                              | 市镇                         |                              | 洛朗·沃基耶                  | 40.43%                       |                              | 洛朗·沃基耶                  | 52.19%                       | [ 31 ]                       |
| 2022年法国总统选举           | 法國                         | 市镇                         |                              | 玛丽娜·勒庞                  | 28.94%                       |                              | 埃马纽埃尔·马克龙            | 52.55%                       | [ 27 ]                       |
| 2022年法国立法选举           | 卢瓦尔省第三选区             | 市镇                         |                              | 昂热莉娜·拉马尔卡            | 26.88%                       |                              | 埃马纽埃尔·芒东              | 51.67%                       | [ 27 ]                       |

## 人口
2020年，拉格朗克鲁瓦市镇人口数量为5,100，在法国排名第2,165位。其中男性2,477人，女性2,695人，75岁及以上人口占8.0%，外籍人口数量为343人，人口密度为1,259人/平方公里，当地居民被称为（男性）或（女性）。2020年，拉格朗克鲁瓦境内出生70人，死亡人口81人。
| 拉格朗克鲁瓦1901年－2020年人口变化情况 |
|                                        |
| 数据来源：Cassini、INSEE               |

## 经济
拉格朗克鲁瓦是日耶河谷工业区的组成部分，也是圣艾蒂安的一个卫星城。截至2023年9月，拉格朗克鲁瓦市镇范围内共有各类用人单位（包含自雇）574家，平均历史为13年，其中99%为中小型企业（PME），2023年7月至9月间，当地的经济活力指数为0。（金属加工）、（肉制品加工）及（工业机械）是当地2021年营业额最高的三个企业，分别为62,085,095欧元、8,023,106欧元和7,082,211欧元。

## 财政与居民收入
2021年，拉格朗克鲁瓦的财政收入总额为5,586,220欧元，财政支出总额为4,752,290欧元，当年的债务总额为4,868,150欧元。 2021年，拉格朗克鲁瓦市镇通过增值税获得305,360欧元的收入，此外当地还共获得了546,630欧元的国家直接财政补助。
2019年，拉格朗克鲁瓦的人均月收入总额为2,124欧元，其中高级职员为3,643欧元，低于法国平均水平（4,230欧元）；中级职员为2,299欧元，低于法国平均水平（2,411欧元）；普通职员为1,667欧元，亦低于法国平均水平（1,740欧元）。
2020年，拉格朗克鲁瓦境内的贫困率为14%，青壮年（15至64岁）失业率为17.6%；2022年，当地35.8%的家庭拥有纳税资格，平均纳税2,798欧元，低于法国平均水平（4,393欧元）。

## 社会事务

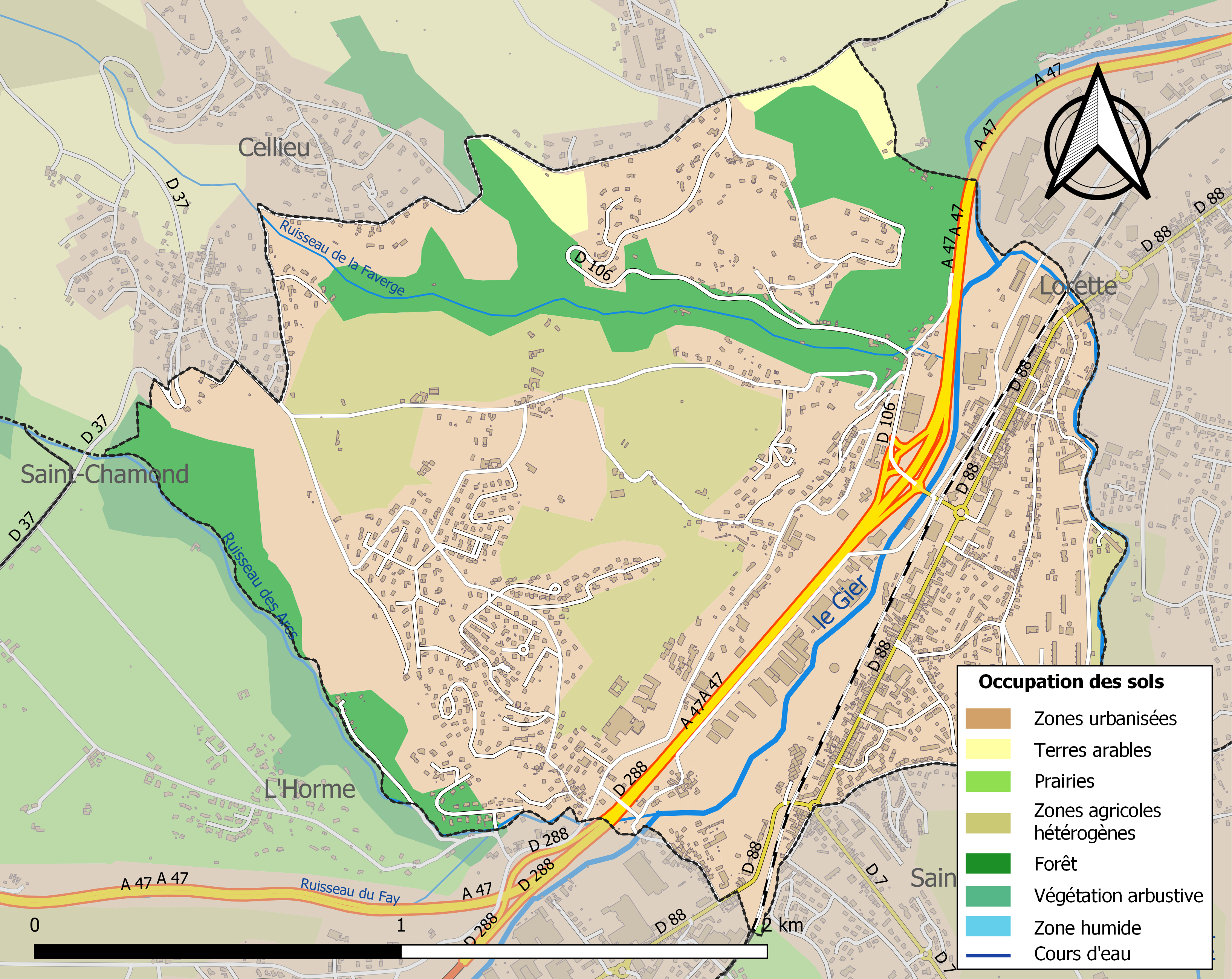
拉格朗克鲁瓦土地利用情况地图

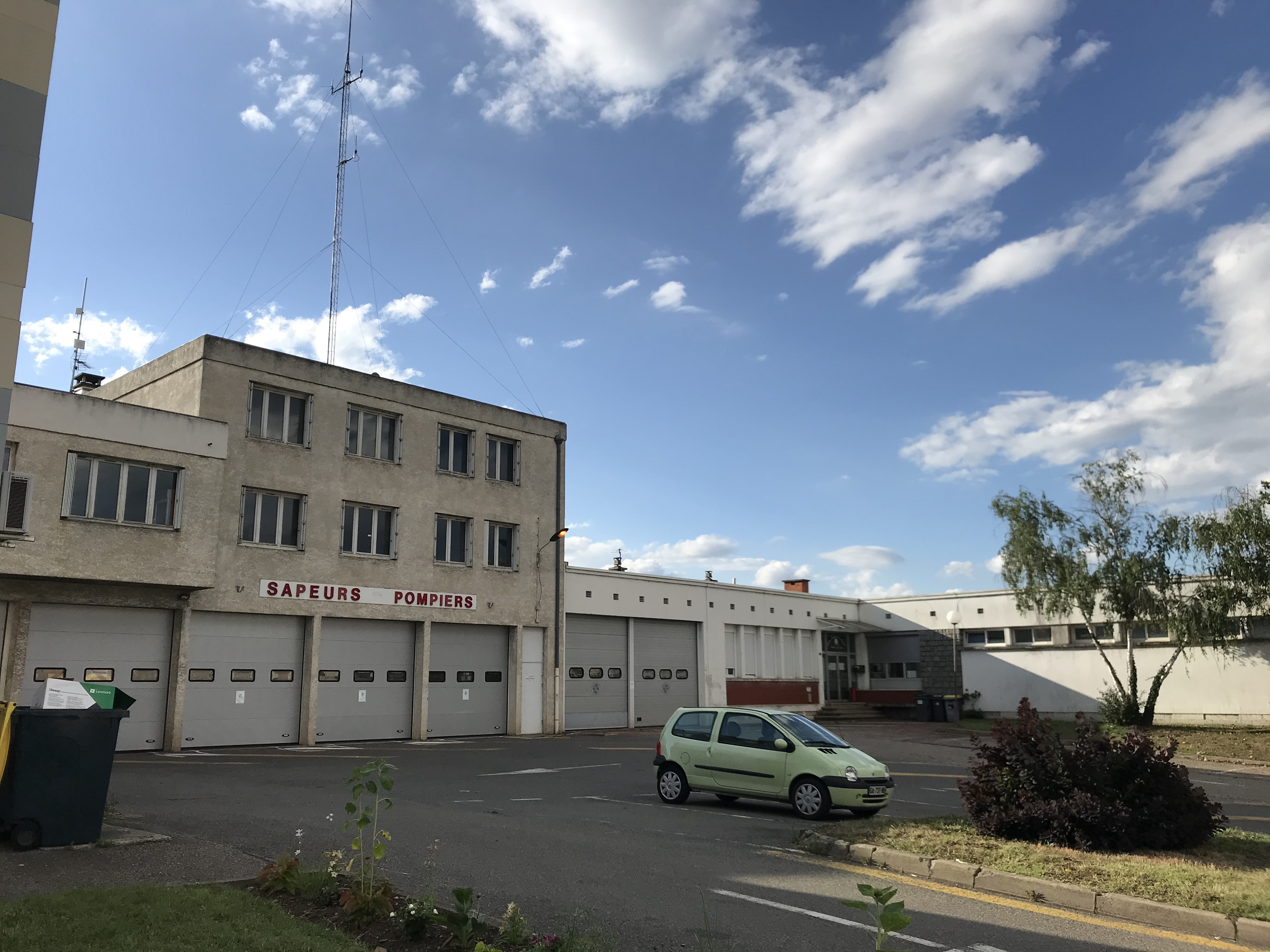
拉格朗克鲁瓦境内的消防队

### 教育
拉格朗克鲁瓦属于里昂学区。截至2021年1月1日，拉格朗克鲁瓦境内共有3所小学和1所初级中学。2021至2022学年度，拉格朗克鲁瓦境内共有在校中等教育阶段学生688名。

### 医疗
截至2021年1月1日，拉格朗克鲁瓦境内共有全科医生5名、保健师10名、牙医1名和护士11名。境内共有药房2家、残疾人帮扶中心3家。
距离拉格朗克鲁瓦最近的区域性医疗机构为日耶中心医院（Centre Hospitalier de Gier），其主病区位于圣沙蒙，距离拉格朗克鲁瓦市区的正常车程大约9分钟，该院设有床位205个，是当地规模最大的公立综合性医院。

### 住房
2019年，拉格朗克鲁瓦境内共有各类住房2,139套，其中48.6%为独立式居民区，51.1%为集中式居民区。常住房屋占拉格朗克鲁瓦市镇范围内居民建筑总量的92.8%。
在住房保障政策方面，2021年，拉格朗克鲁瓦境内共有501户家庭获得了住房经济补助，受益人数占总人口数量的9.8%，其中474份为房租补助。

### 商业
2021年，拉格朗克鲁瓦境内共有各类实体商铺89家，其中餐厅8家、面包房4家、肉铺2家、书店2家、装饰品店1家、银行门店1家、美容美发店9家、汽车维修店9家。市区东北部的洛雷特境内建有一家家乐福超市。

### 体育
2021年，拉格朗克鲁瓦境内共有2间体育馆、1座综合体育场、2处网球场、1处马术场以及2处篮球或排球场。
截至2023年9月，拉格朗克鲁瓦境内暂无任何注册足球俱乐部。格朗克鲁瓦-洛雷特体育俱乐部（SC Grand-Croix Lorette，编号516403）是一家注册地为洛雷特的足球队，成立于1927年，其主场为洛雷特境内的多尔莱球场（Stade du Dorlay）。

### 环境
拉格朗克鲁瓦的环境事务由其所属的圣艾蒂安都会区联合各级政府协调负责。2021年，拉格朗克鲁瓦境内共有1家污染企业。

### 治安
拉格朗克鲁瓦及其附近的共8个市镇是日耶警区（zone police de Gier）的管辖范围。2020年，该警区累计记录各类案件3,347起，其中盗窃类案件1,986起，经济类案件354起，毒品交易类案件191起。

## 文化

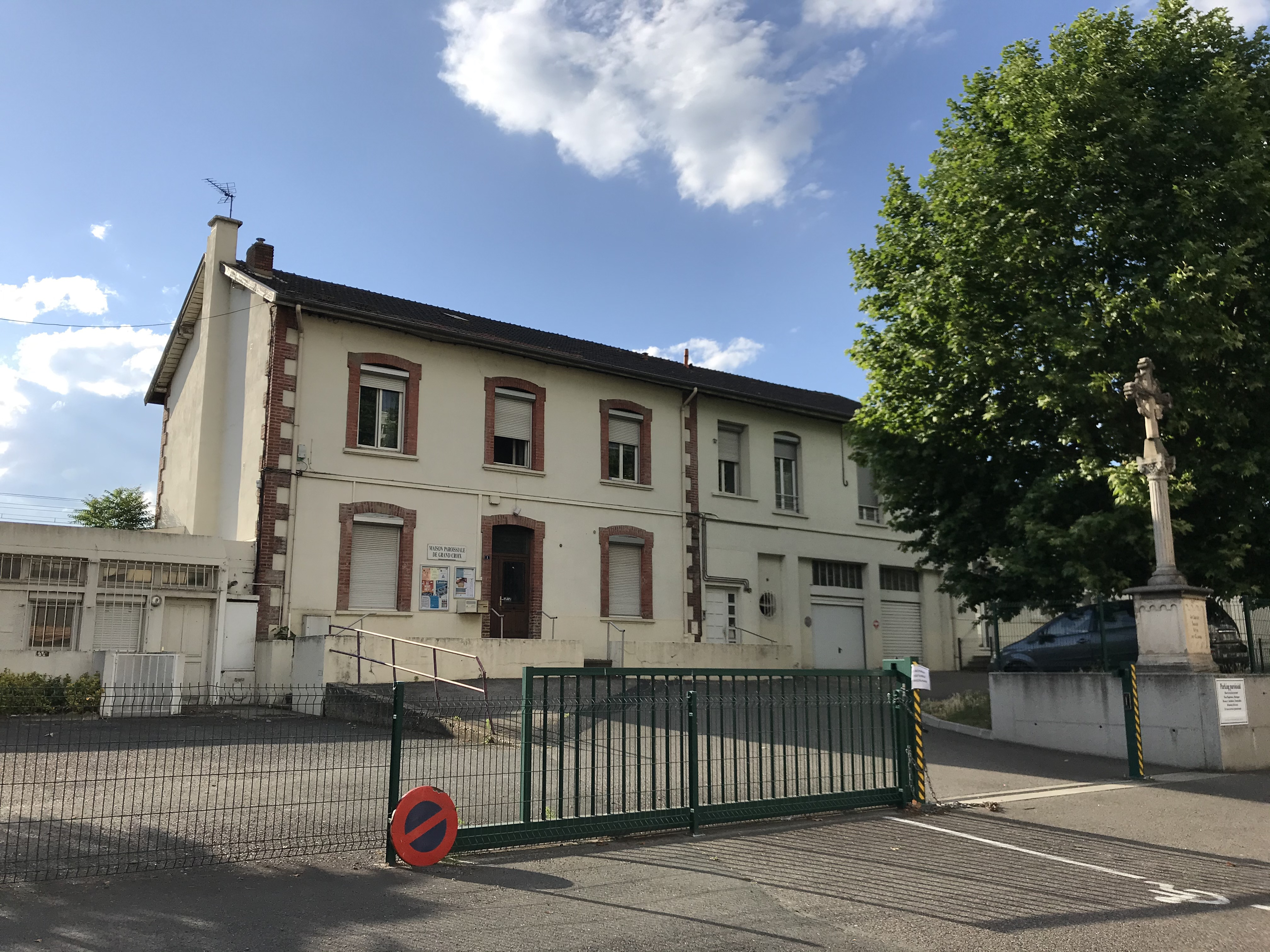
拉格朗克鲁瓦天主教协会

2021年，拉格朗克鲁瓦境内暂无任何文化设施。拉格朗克鲁瓦市政府提供圣埃克絮佩里多媒体中心（Médiathèque Antoine de Saint-Exupéry），每周一、三、四、五、六向公众开放。

### 建筑
拉格朗克鲁瓦境内有多处历史建筑，其中市政厅前方的十字架及日耶河谷圣托马教堂（Paroisse Saint Thomas en Val de Gier）是当地的地标性建筑物。

### 旅游
拉格朗克鲁瓦的旅游事务由其所属的圣艾蒂安都会区负责。2022年，拉格朗克鲁瓦境内共有1家酒店共计63间房间。

### 媒体
法国主要的媒体均可在拉格朗克鲁瓦接收，法国电视三台下属的奥弗涅-罗讷-阿尔卑斯大区频道在部分时段播出拉格朗克鲁瓦所在卢瓦尔省的地方新闻。《进步报》、蓝色法兰西奥弗涅地区广播、蓝色法兰西圣艾蒂安广播、Scoop广播、卢瓦尔省电视台等为当地主要的地方性媒体。

## 相关人物
法国数学家古斯塔夫·马莱科出生于拉格朗克鲁瓦。

## 友好城市
截至2023年8月，拉格朗克鲁瓦共与一座城市建立了友好城市关系：
- 西班牙 圣克鲁斯德拉萨尔萨